# Fernando Luis Giménez
Fernando Luis Giménez fue un diplomático y comerciante peruano radicado en Argentina. 
Establecido en la ciudad de Córdoba, a partir de 1908 fue cónsul de la República del Perú en la provincia. Allí desarrolló además actividades comerciales.
Intervino en la política local y fue uno de los fundadores de la agrupación Comité Electoral Municipal de Comercio, opositora a la hegemonía del Partido Autonomista Nacional. Fue asimismo integrante de la Comisión Administradora de la municipalidad de Córdoba, presidida por Rogelio Martínez, que se hizo cargo del gobierno tras la renuncia del intendente José Manuel Saravia y la declaración de la acefalía comunal.
Desde 1909 fue concejal de la ciudad y a partir de 1915 presidió el Concejo Deliberante.
En octubre de 1917 el intendente Henoch D. Aguiar presentó su renuncia en desacuerdo con la ordenanza nº 2146 aprobada por el Concejo Deliberante que se hacía eco de una serie de reclamos de los empleados de limpieza de la comuna, y les otorgaba un aumento de salarios, el descanso dominical y la jornada de ocho horas. En su carácter de presidente del Concejo Deliberante, Giménez lo reemplazó al frente de la municipalidad a partir del 7 de diciembre. Su interinato se habría de extender hasta la finalización del mandato de Aguiar, a mediados del año siguiente. 
En los comicios municipales de 1918 el Comité del Comercio fue derrotado por la Unión Comunal que postuló como candidato a León Morra, y Giménez entregó el mando al intendente electo el 16 de julio de ese año.